# Drapeau de la Basse-Californie du Sud
 (avril 2024).

Drapeau de la République de Sonora, une république fédérale non reconnue revendiquant une zone comprenant toute la Basse-Californie du Sud.

Le drapeau de Basse-Californie du Sud est le drapeau utilisé par l'État mexicain de Basse-Californie du Sud. Le drapeau a été adopté le 31 décembre 2017. Le drapeau de l'État se compose d'un rectangle blanc avec un rapport de quatre à sept entre la largeur et la longueur; au centre, il porte les armoiries de l'État, placées de telle manière qu'elles occupent les trois quarts de la largeur.